# Слонопотам
Слонопота́м (англ. Heffalump, другие русские переводы — Хоботун, Слонотоп) — вымышленное животное, ассоциирующееся со слоном, «отсутствующий персонаж», упоминающийся в книгах А. А. Милна о приключениях плюшевого медвежонка Винни-Пуха и его друзей. Впервые появляется в пятой главе, фабула которой частично повторена в третьей главе второй книги «в которой огрызуется Поиск, и Пятачок едва вновь не встречается со Слонопотамом», пропущенной в первоначальной версии перевода Бориса Заходера.
В английский язык вошли слова и выражения слонопотам (англ. heffalump), со значением «детское слово, обозначающее слона», ловушка для слонопотама, как аналог русского «не рой другому яму…», охота на слонопотама — поиск чего-то трудно уловимого и, вероятно, не существующего.
Известны интерпретации образа Слонопотама с точки зрения постколониальной теории, психоанализа и постструктурализма.

## История
В пятой главе книги «Винни-Пух и все-все-все» Кристофер Робин во время еды рассказывает с набитым ртом Винни-Пуху и Пятачку, что он видел слона, однако вместо слова «слон» он произносит слово «слонопотам». Пятачок с Винни-Пухом делают вид, что они знают, кто такие слонопотамы, и чтобы не показать свою неосведомлённость, говорят даже, что каждый из них тоже видел это животное. В итоге Пятачок с Винни-Пухом сами начинают верить в существование слонопотамов, и даже решают поймать одного из них. Они устраивают ловушку в виде глубокой ямы с приманкой из горшочка с остатками мёда, куда вместо слонопотама попадается сам Винни-Пух.

## Слонопотам в книге
В книге Милна Слонопотам — вымышленный персонаж, отсутствующий в мире сказки и существующий только в воображении и снах её героев: Винни-Пуха и Пятачка. В романе Милна встречаются и другие «фантомные» персонажи, вырастающие из неправильно понятых или не вовремя сказанных слов: Посторонним В. (Частная С.), Щасвирнус (Яскорра), Бука и Бяка. Вместе с Букой и Бякой Слонопотам является некоей персонификацией страхов жителей Стоакрового леса, хотя это сказочное место совершенно безопасно, и в нём нет никаких враждебных обитателей.
Пятачок представляет себе Слонопотама как большое и страшное существо; он надеется, что его воображаемый дедушка Посторонним В. может послужить некоторой защитой при встрече с этим таинственным зверем. Борис Заходер удачно передаёт нарастающее беспокойство Пятачка фразой «Любит ли он поросят или нет? И как он их любит?».
Когда Пятачок видит Винни-Пуха, застрявшего головой в горшке с мёдом, который должен был послужить приманкой для Слонопотама, он принимает медвежонка за это воображаемое чудовище. В оригинале его крик звучит как: «Help, help!» … «a Heffalump, a Horrible Heffalump!» … «Help, help, a Herrible Hoffalump! Hoff, Hoff, a Hellible Horralump! Holl, Holl, a Hoffable Hellerump!» … «a Heff — a Heff-a Heffalump», испуг Пятачка передаётся фонетическими вариациями на тему слов help (с англ. — «помогите»), hell (с англ. — «ад»), horror (с англ. — «ужас») и off (с англ. — «вон! прочь!») в его речи.

## Этимология и другие названия
В оригинале на английском языке слонопотам называется heffalump. Это слово, вероятно, представляет собой детское слово-перевёртыш, искажённое англ. elephant — слон. Именно как слон выглядит слонопотам на иллюстрациях Эрнеста Шепарда. Благодаря Милну heffalump вошёл в Оксфордский словарь английского языка как «детское слово, обозначающее слона».
Вместе с тем его первая часть напоминает прилагательное англ. hefty — «большой, сильный», а вторая — англ. lump — это глыба, ком, чурбан. В экспериментальном переводе Вадима Руднева слово heffalump, подобно многим именам и названиям, оставлено без перевода. Автор мотивирует это сохранением оригинальных аллюзий.
В другом переводе на русский язык рассказов о Винни-Пухе, выполненном Виктором Вебером (2001), heffalump был переведён как Хоботун, однако при переводе связанных с этим персонажем сцен Вебер потерял бо́льшую часть языковой игры.
На русский слово heffalump как «слонопотам» было переведено Борисом Заходером. Это название образовано путём соединения, контаминации слов: «слон» и «гиппопотам», и, как и исходное английское название, ассоциируется с большим, неуклюжим животным.
Ещё один вариант перевода был предложен при дубляже снятого Walt Disney Company полнометражного мультфильма 2005 года Pooh’s Heffalump Movie — в российском прокате он шёл под названием «Винни и Слонотоп». В этом фильме герои постепенно узнают, что слонотопы — вовсе не опасные, а наоборот — дружелюбные существа.

## Пропущенная глава про Слонопотама
В известном переводе Бориса Заходера рассказов о Винни-Пухе с целью сделать книгу более динамичной была пропущена глава «…in which a search is organdized, and Piglet meets the Heffalump again» («глава, в которой арганезуются  поиски и Пятачок снова встречает Слонопотама»). В оригинале слово «organdized» является эрративом, преднамеренной ошибкой относительно правильного написания «organized».
В 1990 году, к 30-летию русского Винни-Пуха, Заходер перевёл эту главу (под названием «…в которой огрызуется Поиск, и Пятачок едва вновь не встречается со Слонопотамом») и ещё одну пропущенную главу и выпустил полное издание, однако этот текст оказался сравнительно малоизвестным; по-прежнему переиздаётся и сокращённая версия, а филолог и переводчик Александра Борисенко в рецензии на «новые» переводы Винни-Пуха, опубликованной в 2002 году, ошибочно называет обновлённый перевод Заходера стилизацией под него. Эта глава была отдельно опубликована  в журнале «Трамвай», в февральском выпуске 1990 года.
В этой главе рассказывается о том, как Пятачок и Винни-Пух попадают в яму и решают, что они попали в ловушку для слонопотамов. Они думают, что делать, и решают, что если придёт слонопотам и скажет «Хо-хо», то надо бубнить ему в ответ, что собьёт его с толку. Вместо слонопотама к яме подходит Кристофер Робин, который вытаскивает из неё Винни-Пуха и Пятачка.
Эта глава у Милна является одной из отсылок-напоминаний, композиционно связывающих содержание второй, несколько отличающейся по настроению, книги о Винни-Пухе (The House at Pooh Corner) с предыдущей (Winnie-the-Pooh).
В переводе Виктора Вебера эта глава не пропущена и называется главой, «в которой организуются поиски, а Хрюка вновь едва не сталкивается с Хоботуном». В переводе Т. А. Михайловой и В. П. Руднева — «Снова Heffalump».

## Переносные значения
Слово «слонопотам» проникло в массовую культуру и используется в переносном смысле.
Выражение «ловушка для слонопотамов» (англ. Heffalump trap) вошло в английский язык со значением «неприятность, произошедшая по собственной глупости пострадавшего». В. Руднев обращает внимание на то, что ловля слонопотама хорошо описывается русской поговоркой «не рой другому яму, сам в неё попадёшь».
А в 1971 году профессор экономики Питер Килби (англ. Peter Kilby) опубликовал в сборнике статей «Предпринимательство и развитие экономики» работу «Охота на Слонопотама», в которой сравнил поиски теории о причинах, по которым одни предприниматели становятся успешными, а другие — нет, с такой охотой на вымышленного зверя. «Слонопотамы — редкие, большие и очень важные животные. Многие охотятся на них, используя разные хитроумные ловушки, — но никто ещё не поймал», — писал он в первых предложениях статьи. Эта работа стала классикой теории предпринимательства, тема охоты на слонопотама превратилась в предмет обсуждения других экономистов, а спустя более чем тридцать лет сам Килби написал статью «Heffalump Revisited», в которой подтвердил свои первоначальные выводы.
Аллегория Килби стала использоваться и в других областях, не связанных с экономикой.

## Интерпретации
Профессор Государственного университета Нью-Йорка в Платтсбурге Дафна Кутцер рассмотрела Слонопотама в качестве персонажа книги Милна, ведущего своё происхождение из британских колоний, наряду с австралийцами Кенгой и Крошкой Ру и индийцем Тигрой. Она считает воображаемого Слонопотама символом страха британцев перед загадочной и чуждой Африкой (одним из мест обитания слонов), а попытку поимки этого загадочного существа на медовую приманку, в которой Винни-Пух судит о его вкусах исключительно по себе, своего рода пародией на методы управления разросшейся Британской империей.
Эллиот Б. Гоуз (англ. Elliott Bickley Gose Jr., 1956-2005) из Университета Торонто в книге «Простые существа: исследование современных детских литературных сказок», рассматривая книгу о Винни-Пухе под углом психоанализа, видит в истории с попыткой поймать Слонопотама мифологический спуск в тёмное место, один из этапов инициации (отмечая при этом, что Милн описывает данное событие в комическом, ироническом ключе).
В книге российского философа, доктора филологических наук В. П. Руднева «Винни-Пух и философия обыденного языка» (2000), получившей неоднозначные оценки от российского академического сообщества и рассматривающего текст с позиций деконструкции, автор предположил наличие в названии heffalump и в реакциях героев повествования на этого воображаемого персонажа (в том числе в их сновидениях) аллюзии на работу Зигмунда Фрейда «Анализ фобии пятилетнего мальчика» и фаллистических ассоциаций, связанных с этим словом, — впрочем, в такой интерпретации он явно ушёл далеко от Милновского оригинала.